# 1950 en cyclisme
| Années du cyclisme : 1947 - 1948 - 1949 - 1950 - 1951 - 1952 - 1953    |
| Décennies du cyclisme : 1920 - 1930 - 1940 - 1950 - 1960 - 1970 - 1980 |

Les faits marquants de l'année 1950 en cyclisme.

## Par mois

### Février
- 5 février : le Français Émile Teisseire gagne la Course de côte du Mont Agel.
- 18 février : le Français Émile Carrara gagne la Ronde d'Aix-en-Provence.
- 26 février : l'Italien Vito Ortelli gagne le Grand Prix de Nice.

### Mars
- 5 mars :
  - le Belge André De Clerck gagne le Circuit Het Volk pour la deuxième fois.
  - le Français Édouard Fachleitner gagne le Grand Prix de Cannes.
- 11 mars : le Belge Ernest Sterckx gagne le Circuit des régions flamandes.
- 12 mars : l'Italien Adolfo Grosso gagne Milan-Turin.
- 19 mars : 
  - Gino Bartali gagne Milan-San Remo pour la quatrième fois.
  - le Belge Valère Ollivier gagne Kuurne-Bruxelles-Kuurne pour la deuxième fois.
  - le Belge Jan Bogaert gagne le Tour du Limbourg.
- 23 mars : le Belge Albéric Schotte gagne Gand-Wevelgem.
- 26 mars : le Français Pierre Barbotin gagne le Critérium national de la route.

### Avril
- 2 avril :
  - l'Italien Fiorenzo Magni gagne le Tour des Flandres pour la deuxième fois.
  - le Français Antonin Rolland gagne le Grand Prix du Midi libre.
  - l'Italien Fausto Coppi gagne le Tour de la province de Reggio de Calabre.
  - le Français Émile Teissère gagne la Course de côte du mont Faron en ligne.
- 9 avril :
  - l'Italien Fausto Coppi remporte Paris-Roubaix.
  - l'Argentin Jorge Vallmitjana gagne le grand Prix de Pâques.
  - le Français Antoine Giauna gagne le Grand Prix de Monaco.
- 10 avril :
  - l'Italien Dante Rivola gagne le Trophée Matteotti.
  - le Belge Georges Desplenter gagne le Circuit des 11 villes.
- 16 avril :
  - le Belge Rik Van Steenbergen gagne Paris-Bruxelles.
  - l'Italien Gino Bartali gagne le Tour de Toscane pour la quatrième fois.
  - le Français Jean Dotto gagne la Course de côte du Mont Chauve. Ensuite l'épreuve disparait du calendrier international.
- 19 avril :
  - le Français Ange Le Strat gagne Paris-Camembert.
  - l'Espagnol Manuel Rodríguez gagne la Subida a Arrate.
- 22 avril : Rome-Naples-Rome sort de son sommeil, le Français Jean Robic l'emporte sur l'Italien Fausto Coppi.
- 23 avril :
  - le Belge Prosper Depredomme gagne Liège-Bastogne-Liège pour la deuxième fois.
  - le Français Joseph Tacca gagne le Tour du Morbihan.
- 26 avril :
  - le Belge Jules Depoorter gagne la Nokere Koerse.
  - le Belge Joseph Verhaert gagne le Grand Prix de Wallonie. Ensuite l'épreuve entre en sommeil pour 20 ans.
- 30 avril :
  - le Belge André Rosseel gagne À travers la Belgique pour la deuxième fois.
  - le Français Raphaël Geminiani gagne la Polymultipliée.

### Mai
- 1er mai :
  - l'Italien Fausto Coppi gagne la Flèche wallonne.
  - le Belge Raymond Impanis gagne le Week-end ardennais, classement général des deux classiques wallonnes Liége-Bastogne-Liége et Flèche wallonne, créé cette année-là.
  - le Suisse Ferdi Kubler gagne le Grand Prix de Prato.
  - le Belge Gustave Salembier gagne le Grand prix Hoboken.
- 7 mai :
  - le Français André Mahé gagne Paris-Tours.
  - le Suisse Fritz Schaer gagne le Championnat de Zurich pour la deuxième fois d'affilée.
  - l'Italien Livio Isotti gagne le Tour de Romagne.
  - le Belge Arsène Rijckaert gagne le Circuit des Ardennes flamandes.
- 13 mai : l'Italien Antonio Bevilacqua gagne les Trois Vallées Varésines. Comme l'épreuve a été désignée comme championnat d'Italie sur route, Bevilacqua devient champion d'Italie.
- 14 mai : le Belge Lode Anthonis gagne le Circuit du Limbourg.
- 18 mai : le Français Maurice Diot gagne les Boucles de la Seine.
- 21 mai :
  - le Français Édouard Fachleitner gagne le Tour de Romandie.
  - cette année et l'année suivante le championnat d'Espagne sur route se dispute en trois manches. L'Espagnol Francisco Masip gagne la première manche, le Trophée Masferrer.
- 23 mai : le Belge Albert Dubuisson gagne le Tour de Belgique
- 28 mai :
  - le Belge Maurice Blomme gagne le Tour des 3 Provinces Belge.
  - le Belge Hector Smet gagne le Circuit de Flandre Orientale.
- 29 mai : le Français Simon Hyz gagne le Tour de l'Oise.
- 31 mai : le Néerlandais Henk Lakeman gagne le Tour des Pays-Bas.

### Juin
- 2 juin : l'Italien Gino Bartali gagne la 9e étape du Tour d'Italie entre Vicenza et Bolzano devant les Suisses Ferdi Kubler et Hugo Koblet ses compagnons d'échappée, l'étape est marquée par l'abandon de L'Italien Fausto Coppi qui se brise le bassin en chutant.
- 4 juin :
  - le Belge Wim Van Est gagne Bordeaux-Paris.
  - l'Espagnol Miguel Gual gagne le Tour des Asturies. L'épreuve ne reprendra qu'en 1953.
  - le Suisse Ernst Stettler gagne le Tour des 4 Cantons.
- 5 juin :
  - le Belge Isidore Derijke gagne le Tour de Luxembourg.
  - le Belge Albert Decin gagne le Circuit Mandel-Lys-Escaut.
- 8 juin : l'Espagnol Bernardo Ruiz gagne la Vuelta a los Puertos.
- 11 juin : le Suisse Oscar Plattner gagne le Tour du Nord-Ouest de la Suisse.
- 13 juin : le Suisse Hugo Koblet remporte la 33e édition du Tour d'Italie.
- 18 juin :
  - le Britannique Gordon Thomas devient champion de Grande-Bretagne sur route NCU.
  - le Britannique Leonard West devient champion de Grande-Bretagne sur route BLRC.
  - le Néerlandais Gerrit Schulte devient champion des Pays-Bas sur route pour la deuxième fois.
  - 2e manche du championnat d'Espagne sur route. L'Espagnol Jaime Montana gagne le Grand Prix de Bilbao.
  - le Luxembourgeois Jean Goldschmit devient champion du Luxembourg pour la deuxième fois.
  - le Suisse Ferdi Kubler est champion de Suisse sur route pour la troisième année d'affilée.
  - le Belge Albert Ramon devient champion de Belgique sur route.
  - le Français Louison Bobet devient champion de France de cyclisme sur route. Le Français Camille Danguillaume décède durant l'épreuve pris dans un accident avec deux cyclomoteurs. Camille Danguillaume est l'oncle de Jean Pierre Danguillaume qui s'illustrera 20 ans plus tard sous le maillot de l'équipe Peugeot.
  - l'Italien Armando Fioriti gagne le Grand Prix de Camaiore.
- 24 juin : le Belge Robert Vanderstockt gagne le Tour du Doubs.
- 26 juin : le Français Armand Audaire gagne Paris-Bourges.

### Juillet
- 1er juillet : le Suisse Hugo Koblet gagne le Tour de Suisse.
- 2 juillet :
  - l'Italien Pasquale Fornara gagne Milan-Modène.
  - le Français Nello Lauredi gagne le Critérium du Dauphiné libéré.
- 9 juillet : 3e manche du championnat d'Espagne sur route. L'Espagnol Bernardo Ruiz gagne la première édition du Trophée Fernando Salvatores. À l'issue de la course l'Espagnol Antonio Gelabert devient champion d'Espagne sur route.
- 12 juillet : le Belge Lode Anthonis gagne le Circuit des Monts du Sud-Ouest.
- 13 juillet : départ du Tour de France. Le Luxembourgeois Jean Goldschmit gagne la première étape entre Paris et Metz, devant le Français Raoul Remy et le Belge Roger Lambrecht, et prend le maillot jaune.
- 14 juillet : l'Italien Adolfo Leoni gagne, au sprint devant ses 21 compagnons d'échappée, la deuxième étape du Tour de France Metz-Liège, devant l'Italien Fiorenzo Magni, et le Français Louison Bobet.
- 15 juillet : l'Italien Alfredo Pasotti gagne au sprint devant ses six compagnons d'échappée la troisième étape du Tour de France entre Liège et Lille, devant le Belge Maurice Blomme et le Français Maurice de Muer. Les favoris arrivent groupés à plus de quatre minutes. Le Français Bernard Gauthier, sixième de l'étape prend le maillot jaune.
- 16 juillet : le Belge Stan Ockers gagne au sprint devant ses cinq compagnons d'échappée la quatrième étape du Tour de France Lille-Rouen, devant le Français Antonin Rolland à 12 secondes et le Belge Maurice Blomme. Le Français Bernard Gauthier, sixième, reste en tête du classement général.
- 17 juillet : l'Italien Giovanni Corrieri gagne, au sprint devant ses six compagnons d'échappée, la cinquième étape du Tour de France entre Rouen et Dinard, devant les Français Robert Desbats et Hervé Prouzet.
- 18 juillet : le Polonais Édouard Klabinski gagne le Grand Prix de Fourmies.
- 19 juillet : le contre la montre de la sixième étape du Tour de France entre Dinard et Saint-Brieuc est remporté par le Suisse Ferdi Kubler, devant l'Italien Fiorenzo Magni à 17 secondes et le Luxembourgeois Jean Goldschmit à 56 secondes. Au classement général Goldschmit reprend le maillot jaune, devant Gauthier à 47 secondes, et Kubler à 49 secondes.
- 20 juillet : le Français Nello Lauredi gagne, au sprint devant ses 15 compagnons d'échappée, la septième étape du Tour de France entre Saint-Brieuc et Angers, devant l'Italien Gino Sciardis et l'Italien Attilio Lambertini. Au classement général, Bernard Gauthier, onzième reprend le maillot jaune, devant l'Italien Attilio Redolfi à 9 minutes 20 secondes, troisième le Luxembourgeois Jean Goldschmit à 10 minutes 35 secondes.
- 21 juillet : l'Italien Fiorenzo Magni gagne au sprint la huitième étape du Tour de France entre Angers et Niort, devant le Belge Stan Ockers et le Français Georges Meunier. Il n'y a pas de changement en tête du classement général.
- 22 juillet : l'Italien Alfredo Pasotti gagne, au sprint devant ses six compagnons d'échappée, la neuvième étape du Tour de France entre Niort et Bordeaux, devant le Belge Albéric Schotte et l'Italien Valerio Bonini. Pas de changement en tête du classement général.
- 23 juillet : le Français Marcel Dussault gagne en solitaire la dixième étape du Tour de France entre Bordeaux et Pau, devant le Français Hervé Prouzet et le Luxembourgeois Jean Diederich à près de neuf minutes. Pas de changement en tête du classement général.
- 25 juillet : l'Italien Gino Bartali gagne, au sprint devant ses huit compagnons d'échappée, la onzième étape du Tour de France entre Pau et Saint-Gaudens, qui emprunte les cols d'Aubisque, du Tourmalet et d'Aspin. Il devance le Français Louison Bobet et le Belge Stan Ockers. Au classement général, l'Italien Fiorenzo Magni, neuvième de l'étape, prend le maillot jaune, devant Kubler et Bobet. Pour protester contre une agression subie au col d'Aspin, Bartali abandonne entrainant avec lui tous les Italiens, Magni compris. Le maillot jaune échoit au Suisse Ferdi Kubler qui n'acceptera de le porter qu'a l'arrivée à Perpignan.
- 26 juillet : le Belge Maurice Blomme gagne en solitaire la douzième étape du Tour de France entre Saint-Gaudens et Perpignan, devant les Français Jean Baldassari et Dominique Forlini à plus de sept minutes. Au classement général, le Suisse Ferdi Kubler est premier devant les Français Louison Bobet, à 49 secondes, et Raphaël Geminiani à 54 secondes
- 27 juillet : le Français Marcel Molines gagne en solitaire la treizième étape du Tour de France entre Perpignan et Nîmes, devant le Français Georges Meunier à 4 minutes et le Belge Stan Ockers à 4 minutes 26 secondes, 4e le Suisse Ferdi Kubler même temps. Les Français Louison Bobet et Raphaël Geminiani terminent dans un groupe qui pointe à 14 minutes 35 secondes. Molines s'est échappée dès le départ en compagnie de l'algérien (Français alors) Abdel Kader Zaaf, puisatier dans le civil à Chebli en Algérie. La chaleur accablante qui tombe sur les têtes favorise ces deux hommes vivants en Afrique du Nord. Après Montpellier Zaaf lâche Molines et part vers, ce que l'on croit être, un beau succès. Mais à 19 KM de l'arrivée Zaaf s'effondre inanimé. Les spectateurs l'aspergent de vin, de ce fait les suiveurs le croient ivre. Zaaf repart mais en sens contraire de la route. Il est stoppé et conduit à l'hôpital. Il en sort le matin de bonne heure et va dire aux commissaires qu'il reprend la course. Ces derniers lui font remarquer qu'il n'a pas accompli les 19 derniers KM. Naïvement Zaaf propose de les parcourir avant le départ de l'étape du jour, ce qui est impossible, le contrôle étant fermé depuis la veille pour les coureurs hors délais. Les raisons de la défaillance de Zaaf seront connues plus tard. On lui a proposé de prendre 2 cachets d'Orthedrine comme produit dopant et Zaaf a ingurgité tout le tube. Quant à la course, c'est Molines qui gagne l'étape, derrière Bobet crève à 30 KM de Nimes et il est attaqué par Kubler et Ockers. Geminiani prend leur sillage mais il est victime d'un bris d'axe de roue un peu plus loin et doit attendre de l'aide. Les deux Français finissent dans un groupe d'attardés. Au classement général : 1er Kubler, 2e Ockers à 1 minute 6 secondes, troisième le Français Pierre Brambilla à 9 minutes 1 seconde, 4e Bobet à 10 minutes 58 secondes, 5e Geminiani à 11 minutes 3 secondes.
- 28 juillet : le Français Custodio Dos Reis gagne la quatorzième étape du Tour de France entre Nîmes et Toulon, au sprint devant son compagnon d'échappée, le Français Marcel Zelasco. Le Français Robert Castelin est troisième à 14 minutes. Pas de changement en tête du classement général.
- 29 juillet : le Luxembourgeois Jean Diederich gagne en solitaire la quinzième étape du Tour de France entre Toulon et Menton, devant les Français Robert Castelin et Pierre Molinéris à une minute et demie. Cette étape est restée célèbre car la moitié du peloton, aux environs de Sainte-Maxime, s'est baigné dans la mer Méditerranée, au grand dam de Jacques Goddet, le directeur du Tour de France. Les routes bordant le littoral seront bannies du tracé du Tour de France pendant quelques années. Pas de changement en tête du classement général.
- 30 juillet : le Suisse Ferdi Kubler gagne, au sprint devant ses trois compagnons d'échappée, la seizième étape du Tour de France Menton-Nice qui emprunte les cols de Castillon et du Turini. Il devance le Français Louison Bobet, le Belge Stan Ockers et le Français Jean Robic, tous même temps. Kubler reste en tête du classement général devant Ockers et Bobet.

### Août
- 1er août :
  - le Français Raphaël Geminiani gagne la 17e étape du Tour de France Nice-Gap qui emprunte les cols du Vasson (aujourd'hui connu comme col de Valberg) et de la Cayolle. Il devance le Français Georges Meunier à 22 secondes, et le Luxembourgeois Jean Diederich à plus d'une minute.
  - le Belge André Pieters gagne le Grand Prix de l'Escaut.
- 2 août : le Français Louison Bobet gagne en solitaire la 18e étape du Tour de France entre Gap Briançon, passant par les cols de Vars et de l'Izoard. Il devance Ferdi Kubler et Stan Ockers de près de trois minutes.  Kubler reste en tête du classement général devant Ockers et Bobet.
- 3 août : le Français Raphaël Geminiani gagne, en solitaire, la 19e étape du Tour de France Briançon-Saint Étienne qui emprunte les cols du Lautaret, la côte de Saint Nizier et le col de Grand-Bois aussi appelé col de la République, deuxième le Suisse Ferdi Kubler à 34 secondes, troisième le Belge Stan Ockers même temps, 11e le Français Louison Bobet à 5 minutes 52 secondes, 29e le Français Jean Robic à 20 minutes 8 secondes. L'équipe de France se range de l'avis de Bobet, qui pense que la victoire finale est encore possible et organise ce qui sera appelé le suprême effort de Bobet pour gagner le Tour. Dès le départ le Français Apo Lazarides s'échappe sur la route peu pentue du col du Lautaret en compagnie du coureur de l'équipe Centre-Sud Est Marcel Dussault qui est équipier le reste de l'année de Bobet dans l'équipe Stella. Les deux hommes prennent le large. À Pont de Claix, Geminiani sort du peloton et sert de point de mire à Bobet qui sort à son tour du peloton. Bobet le rejoint et Geminiani se met " à plat ventre " pour son leader en imprimant un rythme endiablé dans la côte de Saint Nizier. Arrivé au point de rupture, il laisse partir Bobet qu'il a bien aidé. Par contre à l'avant Lazarides, au lieu d'attendre Bobet, lâche Dussault et passe au sommet 2 minutes avant Dussault. Dans la plaine enfin Bobet retrouve ses deux compatriotes. Bobet pense qu'a 3 contre Kubler qui a perdu ses équipiers dans l'ascension la partie est gagnée. Kubler d'énerve pousse des jurons, pleure. Mais intervient alors le Suisse Alex Burtin le directeur sportif de Kubler qui demande à Sylvère Maes le directeur de l'équipe Belge de rouler avec Kubler car il y va de l'intérêt de Ockers. Maes accepte et ses coureurs chassent derrière Bobet. À l'avant Lazarides crève et Bobet continue avec Dussault qui à son tour se met " à plat ventre " pour lui. Les relais qu'il tire l'épuise et il doit laisser partir Bobet en solitaire. Malgré le mistral de face Bobet joue sa dernière carte à fond. Sur le point d'être rejoint, Bobet après la traversée du Rhône reprend ses distances avec le groupe Kubler où se trouve Geminiani. Ce dernier parvient à casser le rythme de la chasse à plusieurs reprises. Dans le col de la République Kubler voit enfin Bobet, il le rejoint et Bobet épuisé s'écroule. Alors libéré de ses fonctions d'équipier, Geminiani attaque lâche le groupe Kubler et va quérir un bouquet qui va tout de même à un coureur de l'équipe de France, qui l'a bien mérité. À l'arrivée Kubler dit à Bobet qu'en attaquant ainsi, il a perdu la 2e place. Bobet repond " la 2e place ne m'intéresse pas, c'est à ton maillot que j'en voulait ". Au classement général 1er Kubler, 2e Ockers à 3 minutes 26 secondes, 3e Bobet à 12 minutes 34 secondes, 4e Geminiani à 20 minutes 20 secondes. La victoire finale doit se jouer entre Kubler et Ockers dans le contre-la-montre final. Il y a repos le 4 août.
- 5 août : le contre la montre de la 20e étape du Tour de France Saint Étienne-Lyon en empruntant l'ascension de la Croix de Chabouret est remporté par le Belge Ferdi Kubler, deuxième le Belge Stan Ockers à 5 minutes 34 secondes, troisième le Luxembourgeois Jean Goldschmit à 6 minutes 44 secondes, Le Français Louison Bobet est 6e à 8 minutes 45 secondes et son compatriote Raphaël Geminiani est 8e à 9 minutes 54 secondes. Le Tour est gagné pour Kubler. Certains journalistes ont écrit qu'il a gagné l'écume aux lèvres car il a été photographié durant l'épreuve avec de la mousse à la bouche. Pour la petite histoire, disons que ce que l'on croit de l'écume, est en fait de la mousse. En buvant Kubler s'en est mis sur le dessus nez (qui ne produit pas de l'écume) et même sur les cuisses. Le liquide emporté dans le bidon de Kubler était de la bière qui avec les chaos de la route a moussé et en buvant Kubler s'en est mis sur lui. Au classement général : 1er Kubler, Ockers à 9 minutes 30 secondes, 3e Bobet à 22 minutes 19 secondes.
- 6 août : le Français Gino Sciardis gagne au sprint la 21e étape du Tour de France Lyon-Dijon, deuxième le Français Emile Baffert, troisième le Français Raoul Rémy puis tout le peloton. Sciardis est français depuis le 28 juillet 1950 et court pour l'équipe de l'ouest, il n'était donc pas concerné par le retrait des Italiens du Tour de France. Pas de changement en tête du classement général.
- 7 août : le Français Emile Baffert gagne au sprint la 22e étape du Tour de France Dijon-Paris, deuxième le Belge Marcel Hendrickx, troisième le Français Pierre Molinéris. Le peloton est morcelé, le sprint du groupe des favoris est remporté par le Belge Stan Ockers 18e à 1 minute 54 secondes. Le Suisse Ferdi Kübler gagne le Tour de France, 2e ockers à 9 minutes 30 secondes, troisième le Français Louison Bobet à 22 minutes 19 secondes. Bobet remporte le Grand Prix de la montagne.
- 14 août : l'Espagnol José Orbegozo gagne le Grand Prix de Villafranca.
- 18 août :
  - l'Italien Giacomo Zampieri gagne la Coupe Placci. L'épreuve ne reprendra qu'en 1953.
  - l'Espagnol Jesus Morales gagne le Grand Prix de LLodio.
- 19 août : à Moorslede (Belgique) l'Australien Jack Hoobin est champion du monde amateur sur route.
- 20 août : à Moorslede (Belgique) le Belge Briek Schotte est champion du monde sur route pour la deuxième fois, le Néerlandais Théo Middelkamp est médaille d'argent et le Suisse Ferdi Kubler est médaille de bronze.
- Championnats du monde de cyclisme sur piste à Rocourt (Belgique). Le Britannique Reginald Harris est champion du monde de vitesse professionnelle pour la deuxième fois d'affilée. Le Français Maurice Verdeon est champion du monde de vitesse amateur. L'Italien Antonio Bevilacqua est champion du monde de poursuite professionnelle. L'Australien Sydney Patterson est champion du monde de poursuite amateur.
- 22 août : le Belge Maurice Blomme gagne le Grand Prix de Zottegem pour la deuxième année d'affilée.
- 27 août : l'Italien Renzo Soldani gagne le Tour des Apennins.
- 29 août : le Belge Ernest Sterckx gagne la Coupe Sels.
- 31 août : le Belge Roger Gyselinck gagne le Tour de R F A.

### Septembre
- 3 septembre : l'Italien Luigi Casola gagne le Tour de Vénétie pour la deuxième fois.
- 5 septembre :
  - le Belge Rik Van Steenbergen gagne le Grand Prix de Brasschaat.
  - le Français Pierre Molineris gagne le Circuit des boucles de l'Aulne.
  - le Français Tino Sabbadini gagne la Poly Lyonnaise.
- 10 septembre :
  - Emilio Rodríguez remporte la neuvième édition du Tour d'Espagne. L'épreuve ne reprendra qu'en 1955.
  - l'Italien Luciano Maggini gagne le Tour d'Émilie.
- 12 septembre : le Français José Beyaert gagne le Grand Prix d'Isbergues.
- 14 septembre : le Belge Maurice Blomme gagne le Championnat des Flandres.
- 17 septembre : le Belge Maurice Blomme gagne le Grand Prix des Nations.
- 24 septembre :
  - l'Espagnol Antonio Gelabert gagne le Tour de Catalogne.
  - le Français Lucien Lauk gagne 14 ans après le Circuit de l'Indre pour la deuxième fois.
- 28 septembre : le Belge André Maelbrancke gagne le Circuit Houtland pour la deuxième fois.
- 30 septembre : l'Italien Renzo Soldani gagne le Tour d'Ombrie. L'épreuve ne sera pas disputée en 1951 et reprendra en 1952.

### Octobre
- 8 octobre : l'Italien Fiorenzo Crippa gagne le Trophée Bernocchi.
- 7 octobre : le Suisse Ferdi Kubler gagne le Grand Prix de Lugano.
- 15 octobre : l'Italien Alfredo Martini gagne le Tour du Piémont.
- 17 octobre : le Belge Arthur Mommerency gagne le Grand Prix de Clôture.
- 18 octobre : l'Italien Giorgio Albani gagne la Coppa Agostoni.
- 22 octobre : l'Italien Renzo Soldani gagne le Tours de Lombardie. Ce coureur indépendant a réussi à rester dans la roue de son compatriote Fausto Coppi qui s'échappe dans le col du Ghisallo. Mais il ne le relaye pas jusqu'à Milan. Les 2 minutes d'avance du duo sont perdues par quatre passages à niveau avec les barrières baissées. Les fuyards sont repris avant le vélodrome Vigorelli. Coppi et ses poursuivants sont fourbus, le plus frais est Soldani qui n'a pas quitté la roue arrière de Coppi, il n'a aucun mal à s'imposer au sprint. Le Suisse Ferdi Kubler remporte le Challenge Desgranges-Colombo.

### Novembre
- 4 novembre : la paire italienne Fiorenzo Magni-Antonio Bevilacqua gagne le Trophée Baracchi.
- 11 novembre : le Français Jean Dotto gagne la Course de côte de la Turbie.
- 19 novembre : l'Italien Donato Zampini gagne le Tour de Sicile.
- cette année le championnat d'Allemagne sur route se dispute aux points sur plusieurs épreuves, L'Allemand Erich Bautz est champion d'Allemagne pour la troisième fois 13 ans après son premier titre.

## Principales naissances
- 31 janvier : Wilfried Wesemael, cycliste belge.
- 8 février : Alain Meslet, cycliste français.
- 12 mars : Hubert Mathis, cycliste français.
- 18 avril : Vladimir Kaminski, cycliste soviétique.
- 19 avril : Marc Demeyer, cycliste belge. († 20 janvier 1982).
- 15 mai : Jørgen Marcussen, cycliste danois.
- 15 juillet : Uwe Unterwalder, cycliste allemand.
- 25 août : Jean-Luc Molinéris, cycliste français.
- 2 octobre : Pietro Algeri, cycliste et directeur sportif italien.
- 12 octobre : Knut Knudsen, cycliste norvégien.
- 27 octobre : Cees Priem, cycliste et directeur sportif néerlandais.
- 28 octobre : Ludo Delcroix, cycliste belge.
- 4 décembre : Pierino Gavazzi, cycliste italien.
- 16 décembre : Roy Schuiten, cycliste néerlandais. († 19 septembre 2006).
- 21 décembre : Aldo Parecchini, cycliste italien.

## Principaux décès
- 3 mai : André Perchicot, cycliste français. (° 9 août 1888).
- 31 décembre : Jules Buysse, cycliste belge. (° 13 août 1901).